# Artabasdos

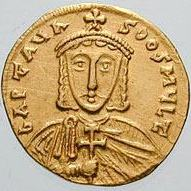
Solidus des Artabasdos

Artabasdos (mittelgriechisch Ἀρταβάσδος oder Ἀρταύασδος Artauasdos; armenisch Արտավազդ Artavazd; † 743) war als Usurpator gegen Konstantin V. byzantinischer Kaiser von 741/42 bis 743.

## Leben
Artabasdos war armenischer Abstammung und stammte möglicherweise aus dem syrischen Ort Germanikeia. 717 fungierte er als Befehlshaber des Themas Armeniakon und unterstützte Leo, den Befehlshaber des Themas Anatolikon, bei dessen Kaisererhebung. Zum Dank erhielt Artabasdos den Titel Kuropalates und heiratete Leos Tochter Anna.
Nach Leos Tod und kurz nach der Thronbesteigung Konstantins (741) griff Artabasdos nach der Macht in Konstantinopel. Er ließ seinen Sohn Nikephoros (und vielleicht auch dessen Bruder Niketas) zum Mitkaiser erheben. Angeblich wurde Artabasdos von einer ikonophilen (Anhänger der Bilderverehrung) Fraktion sowohl im Klerus als auch im Volk unterstützt (daher sein Beiname Ikonophilos). Ob dies jedoch zutreffend ist, ist mehr als unsicher und basiert wohl auf Fehldeutungen der älteren Forschung. Zum damaligen Zeitpunkt ist nur eine einzige Bildentfernung sicher belegt; der Bilderstreit (dessen Bedeutung in den erhaltenen Quellen zudem wohl übertrieben wird) hat während des Bürgerkriegs demnach keine Rolle gespielt.
Konstantin floh in die Berge Isauriens, kehrte aber mit dem asiatischen Teil der byzantinischen Armee zurück und schlug die Streitkräfte des Usurpators. Nach dem 2. November 743, dem Tag der Rückeroberung Konstantinopels, wurden Artabasdos und seine Söhne geblendet, im Hippodrom vorgeführt und, laut der legendarisch ausgeschmückten Vita des Michael Synkellos ins Chora-Kloster verbannt, wo sie auch gestorben und begraben worden sein sollen.